# Граднє (Кршко)
Граднє (словен. Gradnje) — поселення в общині Кршко, Споднєпосавський регіон, Словенія. Висота над рівнем моря: 415,1 м.